# Batalla de Sheriffmuir

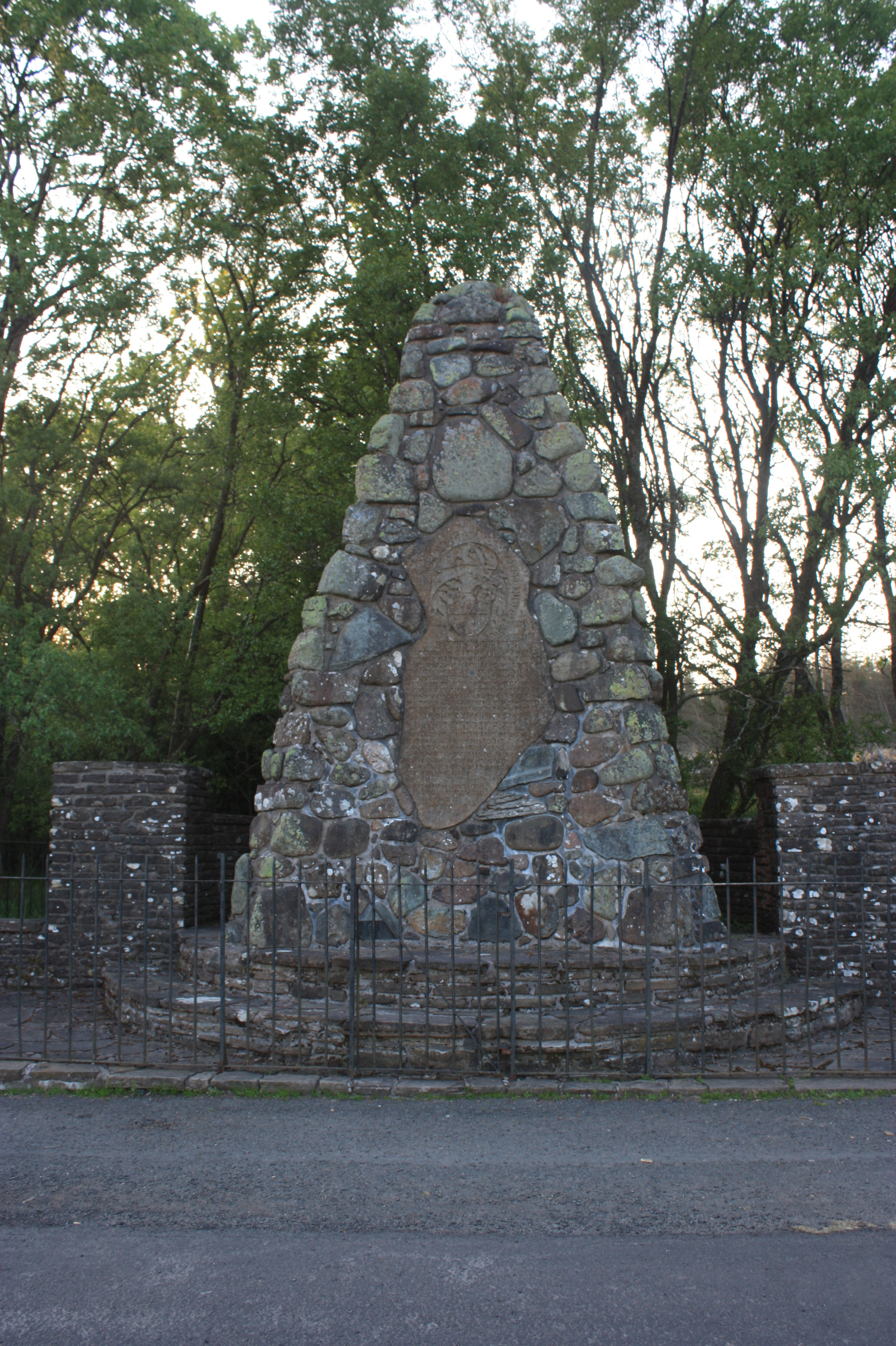
Monument al Clan MacRae, Sheriffmuir

La batalla de Sheriffmuir va tenir lloc el 1715 durant l'aixecament jacobita a Anglaterra i Escòcia. Sheriffmuir és un terreny remot entre Stirling i Auchterarder, al nord dels turons Ochil.

## Rerefons
John Erskine, 6è Earl de Mar, seguidor fervent de la causa jacobita a Escòcia, va reunir els capitosts de les terres altes d'Escòcia (Highlands) i el 6 de setembre va declarar James Francis Edward Stuart (el «Vell Pretendent»), rei dels escocesos. Amb un exèrcit d'aproximadament 12.000 homes, Mar va prendre la ciutat de Perth i va passar a controlar gran part de les Highlands. Després d'algunes batusses contra les forces de John Campbell, 2n Duc d'Argyll (amb base a Stirling), Mar finalment fou persuadit per dirigir el seu exèrcit cap al sud, el 10 de novembre. Els espies van informar Argyll de les accions de Mar, i aquest va mobilitzar 4.000 homes cap a Sheriffmuir, prop de Dunblane. Els dos exèrcits es van trobar al camp de batalla el 13 de novembre de 1715.

## Batalla
Argyll es va trobar seriosament en inferioritat numèrica, especialment a la seva ala esquerra, sota les ordres del general Thomas Whetham. Quan d'Argyll va iniciar l'atac, l'ala dreta va fer retrocedir els Highlanders, però l'ala esquerra de Whetham no va tenir el mateix resultat. Això va obligar Argyll a moure homes d'una ala a una altra i cap el vespre ambdós exèrcits havien patit serioses baixes sense haver aconseguit cap resultat decisiu.
Però en termes estratègics, Argyll havia aturat l'avenç jacobita. La batalla va desmoralitzar l'exèrcit jacobita que, sent molt més nombrós, hauria pogut obtenir una victòria decisiva. En particular, els aliats francesos i espanyols de Mar van retirar les seves forces.

## Fets posteriors
L'arqueòleg escocès i comentarista de televisió Neil Oliver creu que el fracàs jacobita del 1715 podria haver-se evitat fàcilment si el Earl de Mar, enlloc d'enfrontar-se al Duc de Argyll, l'hagués rodejat per enllaçar les seves tropes amb els jacobites anglesos i catòlics del nord d'Anglaterra, demostrant la seva nul·la capacitat per organitzar una campanya militar.
El 23 de desembre, el Vell Pretendent, que hi havia estat exilat a França, va arribar a Peterhead, però la seva era ja una causa perduda. Es va reunir amb Mar a Perth, però fou incapaç d'aixecar la moral de l'exèrcit. Argyll, per la seva banda, es va reforçar i aviat avançava cap al nord, mentre l'exèrcit jacobita fugia a Montrose, i el Pretendent retornava a França. L'exèrcit jacobita es va moure finalment a Ruthven, i es va dispersar.